# Erik Wilhelm
Erik (Wilhelm) Wilhelm egentligen Johansson, född 26 oktober 1909 i Vänersborg, död 30 december 1976 i Uddevalla, var en svensk tidningstecknare.
Wilhelm var som tidningstecknare autodidakt och började utföra tidningsteckningar 1929. Han knöts i slutet av 1940-talet som tecknare vid Bohusläningen i Uddevalla innan han 1960 anställdes som tidningstecknare och allmänreporter vid Göteborgs Handels- och Sjöfartstidning. En av hans huvuduppgifter vid tidningen var att illustrera dagsaktuella händelser. Tillsammans med Nils Haglund och Rudolf Nilsson ställde han ut i Trollhättan 1966 och separat ställde han bland annat ut på Galerie Maneten i Göteborg. Han var representerad i en svensk vandringsutställning med svenska tidningstecknare som visades i Tyskland i mitten av 1960-talet. I samband med utställningen Göteborgare 33-66-99 tilldelades han utställningens första pris. Wilhelm är representerad vid Vänersborgs museum och Göteborgs historiska museum.